# Нарткала
Нарткала́ (кабард.-черк. Нарткъалэ) — город в Кабардино-Балкарской Республике Российской Федерации. Административный центр Урванского района; образует городское поселение Нарткала.
Четвёртый по численности населения город республики.

## География

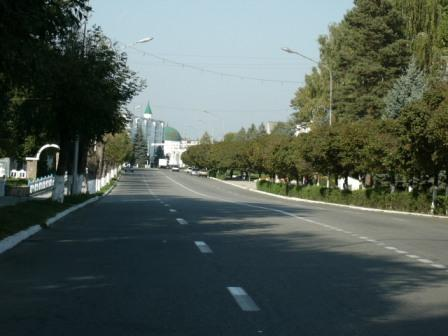
Одна из центральных улиц города

Город расположен в северной части Урванского района, в 21 км к северо-востоку от города Нальчик. Через город проходит ветка Северо-Кавказской железной дороги и функционирует железнодорожная станция Докшукино.
Граничит с землями населённых пунктов: Кахун на востоке, Урвань на юге, Шитхала на юго-западе и Морзох на западе.
| С-З | Баксан ~ 42 км Пятигорск ~ 100 км Черкесск ~ 200 км |             | Майский ~ 28 км Прохладный ~ 38 км Моздок ~ 90 км | С-В |
| З   | Чегем ~ 30 км Сочи ~ 670 км                         | Роза ветров | Терек ~ 35 км Грозный ~ 190 км                    | В   |
| Ю-З | Нальчик ~ 21 км Тырныауз ~ 100 км                   |             | Владикавказ ~ 110 км Магас ~ 115 км               | Ю-В |

Населённый пункт расположен на наклонной Кабардинской равнине, в переходной от предгорной в равнинную зоне республики. Рельеф местности представляет собой в основном предгорные волнистые равнины, с общим уклоном с юго-запада на северо-восток. На окраинах имеются цепи курганных возвышенностей. Средние высоты на территории города составляют около 305 метров над уровнем моря.
Гидрографическая сеть в основном представлена выходами родников и малыми речками. Через территорию города протекает родниковая река — Белая Речка (Псычох). В центральном городском парке расположен крупнейший водоём города — озеро Комсомольское. В окрестностях города находится заполнившийся грунтовыми водами крупный Докшукинский карьер. У северной окраины города расположены очистные сооружения.
Климат на территории города влажный умеренный, с тёплым летом и прохладной зимой. Близость Главного Кавказского хребта обуславливает климат и погодные условия местности. Среднегодовая температура воздуха составляет около +10,0°С и колеблется от средних +22,5°С в июле до средних −2,0°С в январе. Среднесуточная температура воздуха колеблется от −10°С до +15°С зимой и от +16°С до +30°С летом. Среднегодовое количество осадков составляет около 650 мм. Основная часть осадков выпадает в период с апреля по июнь. Основные ветры — восточные и северо-западные. В начале весны при резких перепадах температур, с гор дуют сильные ветры.

## История

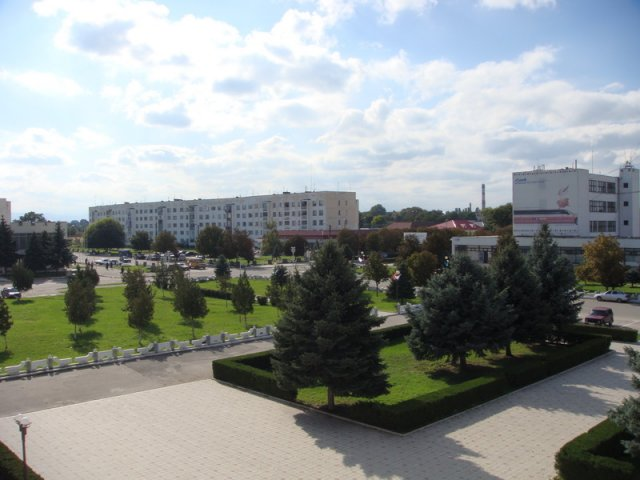
Один из городских микрорайонов

В 1913 году завершилось строительство железной дороги, соединяющей станции Нальчик и Котляревская. Одновременно с окончанием строительства дороги, в трёх километрах к западу от села Нижнее Докшукино, была построена небольшая железнодорожная станция, при которой был основан новый населённый пункт. Новое поселение и станция были названы Докшукино (кабард.-черк. Докъушыкъуей), в честь князей Докшукиных, владевших этими землями.
Первоначально новое поселение состояло из одного административного помещения и двух домов обслуживающего персонала. С 1917 года к станции начали переселяться люди из окрестных селений.
В 1920 году с окончательным установлением советской власти в Кабарде, все кабардинские селения были переименованы, из-за наличия в их названиях фамилий княжеских и дворянских родов. Единственным исключением из этого списка была станция Докшукино, за которым было оставлено её прежнее название. Однако другие сёла, принадлежавшие князьям Докшукиным и также носившие имя Докшукино (нынешние Старый Черек и Кахун), были переименованы как и все прочие поселения с «княжескими» названиями.
В 1921 году станция получила статус посёлка, который был зарегистрирован как населённый пункт с административным подчинением Кахунскому сельскому Совету.
В 1928 году посёлок преобразован в самостоятельное поселение, с отдельным поселковым советом. С этого времени начинается резкий рост населения посёлка. Так, в 1929 году в Докшукино проживало всего 160 человек, а в 1934 году численность населения уже составляла 2240 человек.
9 ноября 1938 года Докшукино получил статус рабочего посёлка.
В годы Великой Отечественной войны, в ноябре 1942 года посёлок был оккупирован немецкими войсками. Освобождён в январе 1943 года. В память о погибших воинах в городе установлены несколько памятников.
В 1944 году районный центр Урванского района был перенесён из села Старый Черек в посёлок Докшукино, что способствовало дальнейшему росту социально-экономического потенциала посёлка.
16 июня 1955 года посёлок Докшукино получил статус города и Указом Президиума Верховного Совета РСФСР был преобразован в город республиканского подчинения.
В 1964 году Докшукино обратно переведён из республиканского (АССР) подчинения в районное.
В 1967 году Докшукино был переименован в Нарткалу. Название «Нарткала» состоит из двух общекавказских слов — «нарт» (герои-богатыри национальных эпосов у многих кавказских народов) и «кала», что означает «город». То есть «Нарткала» в переводе означает — «город нартов» или «город богатырей».

## Население
| 1939    | 1959    | 1970    | 1979    | 1989    | 1998    | 2000    | 2001    | 2002    | 2003    |
| ------- | ------- | ------- | ------- | ------- | ------- | ------- | ------- | ------- | ------- |
| 5368    | ↗13 119 | ↗18 958 | ↗23 419 | ↗28 171 | ↗28 800 | ↗29 000 | ↗29 100 | ↗33 775 | ↗33 800 |
| 2005    | 2006    | 2007    | 2008    | 2009    | 2010    | 2011    | 2012    | 2013    | 2014    |
| →33 800 | ↘33 600 | ↘33 500 | ↘33 400 | ↘33 362 | ↘31 694 | ↗31 700 | ↘31 325 | ↘31 037 | ↘30 500 |
| 2015    | 2016    | 2017    | 2018    | 2019    | 2020    | 2021    | 2023    | 2024    | 2025    |
| ↘30 476 | ↗30 497 | ↗30 643 | ↗30 704 | ↗30 832 | ↘30 634 | ↗33 203 | ↘32 982 | ↗33 052 | ↗33 119 |

На 1 января 2025 года по численности населения город находился на 455-м месте из 1124 городов Российской Федерации.
Плотность — 3504.66 чел./км2.
Национальный состав
По данным Всероссийской переписи населения 2010 года:
| Народ      | Численность, чел. | Доля от всего населения, % |
| ---------- | ----------------- | -------------------------- |
| кабардинцы | 20 629            | 65,09 %                    |
| русские    | 7 444             | 23,49 %                    |
| турки      | 1 233             | 3,89 %                     |
| осетины    | 527               | 1,66 %                     |
| украинцы   | 366               | 1,15 %                     |
| другие     | 1 495             | 4,72 %                     |
| всего      | 31 694            | 100 %                      |

По данным Всероссийской переписи 2021 года:
| Народ               | Численность, чел. | Доля от всего населения, % |
| ------------------- | ----------------- | -------------------------- |
| кабардинцы          | 22 242            | 66,98 %                    |
| русские             | 5 512             | 16,60 %                    |
| турки               | 1 389             | 4,18 %                     |
| черкесы             | 625               | 1,88 %                     |
| осетины             | 332               | 1,00 %                     |
| другие / не указано | 3 103             | 9,34 %                     |
| всего               | 33 203            | 100,0 %                    |

Половозрастной состав населения
По данным Всероссийской переписи населения 2010 года:
| Возраст     | Мужчины, чел. | Женщины, чел. | Общая численность, чел. | Доля от всего населения, % |
| ----------- | ------------- | ------------- | ----------------------- | -------------------------- |
| 0 — 14 лет  | 2 842         | 2 772         | 5 614                   | 17,71 %                    |
| 15 — 59 лет | 9 964         | 11 939        | 21 903                  | 69,11 %                    |
| от 60 лет   | 1 387         | 2 790         | 4 177                   | 13,18 %                    |
| Всего       | 14 193        | 17 501        | 31 694                  | 100 %                      |

Мужчины — 14 193 чел. (44,8 %). Женщины — 17 501 чел. (55,2 %).
Средний возраст населения — 36,1 лет. Медианный возраст населения — 34,5 лет.
Средний возраст мужчин — 33,8 лет. Медианный возраст мужчин — 31,8 лет.
Средний возраст женщин — 37,9 лет. Медианный возраст женщин — 37,1 лет.

## Органы местного самоуправления
Структуру органов местного самоуправления городского поселения составляют:
- Исполнительно-распорядительный орган — Местная администрация городского поселения Нарткала. Состоит из 15 человек.
  - Глава администрации городского поселения — Бетуганов Арсен Хазраилович (с 4 апреля 2022 года).
- Представительный орган — Совет местного самоуправления городского поселения Нарткала. Состоит из 20 депутатов, избираемых на 5 лет.
  - Председатель Совета местного самоуправления городского поселения — Хагов Леонид Абузедович (с 23 июля 2009 года).

Адрес администрации городского поселения Нарткала: город Нарткала, ул. Ленина, 35.

## Территория
Площадь городского поселения составляет 9,45 км², из них:
| № | Назначение                    | Площадь (км²) | Доля (%) |
| - | ----------------------------- | ------------- | -------- |
| 1 | Жилые застройки               | 4,47          | 47,3 %   |
| 2 | Производственные застройки    | 0,91          | 9,6 %    |
| 3 | Общественно-деловые застройки | 0,49          | 5,2 %    |
| 4 | Транспортная инфраструктура   | 0,40          | 4,2 %    |
| 5 | Рекреационная зона            | 0,21          | 2,2 %    |
| 6 | Сельскохозяйственные земли    | 0,16          | 1,7 %    |
| 7 | Военные и специальные объекты | 0,02          | 0,2 %    |
| 8 | Иные территориальные зоны     | 2,79          | 29,6 %   |
| 9 | Всего                         | 9,45          | 100,0 %  |

## Религия

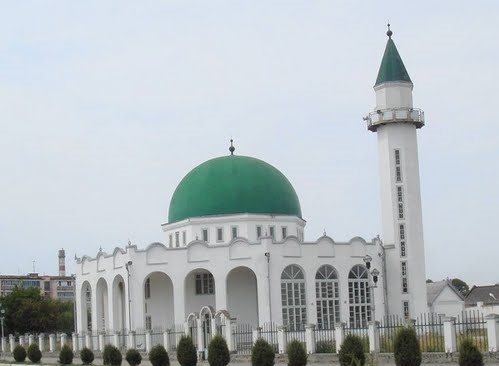
Центральная городская мечеть «Аль-Иман»

В городе проживают в основном представители двух конфессий — ислама и христианства.
Народы, традиционно исповедующие ислам, составляют около 70-75 % от численности населения города. Как и в целом по республике, мусульмане города придерживаются ханафитской правовой школы ислама.
Ислам
- Центральная соборная мечеть «Аль-Иман», с медресе для изучения Корана, литературного арабского языка и письменности.

Христианство
Русская православная церковь
- Храм святителя Николая Чудотворца.

Протестантские церкви
- Церковь христиан-адвентистов.
- Церковь евангельских христиан-баптистов.

## Образование

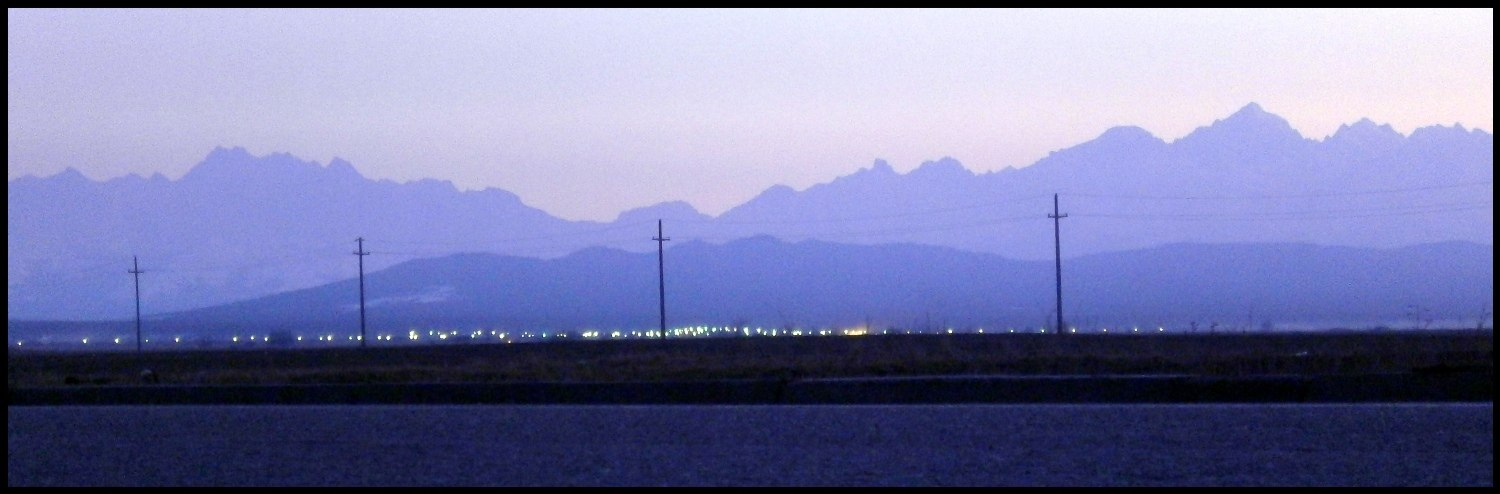
Вид на Главный Кавказский хребет со стороны города

| Образовательное учреждение   | Тип учреждения | Адрес                 |
| МКОУ Лицей № 1               | среднее        | ул. Кабардинская, 115 |
| МКОУ СОШ № 2                 | среднее        | ул. Кабардинская, 131 |
| МКОУ СОШ № 3                 | среднее        | ул. Ватутина, 1       |
| МКОУ СОШ № 4                 | среднее        | ул. Гурфова, 2        |
| МКОУ СОШ № 5                 | среднее        | ул. Пушкина, 46       |
| МКОУ СОШ № 6                 | среднее        | ул. Жамборова, 76     |
| Детский сад № 2 «Золушка»    | дошкольное     | ул. Гурфова, 27       |
| Детский сад № 5 «Ошхамахо»   | дошкольное     | ул. Юбилейная, 17     |
| Детский сад № 9 «Дюймовочка» | дошкольное     | ул. Кошевого, 9а      |
| Детский сад № 14 «Светлячок» | дошкольное     | ул. Мичурина, 2       |
| Детский сад № 35 «Нур»       | дошкольное     | ул. Пушкина, 48       |

## Здравоохранение
- Районная больница
- Районная поликлиника
- Районный стоматологический центр
- Республиканский диализный центр

## Культура

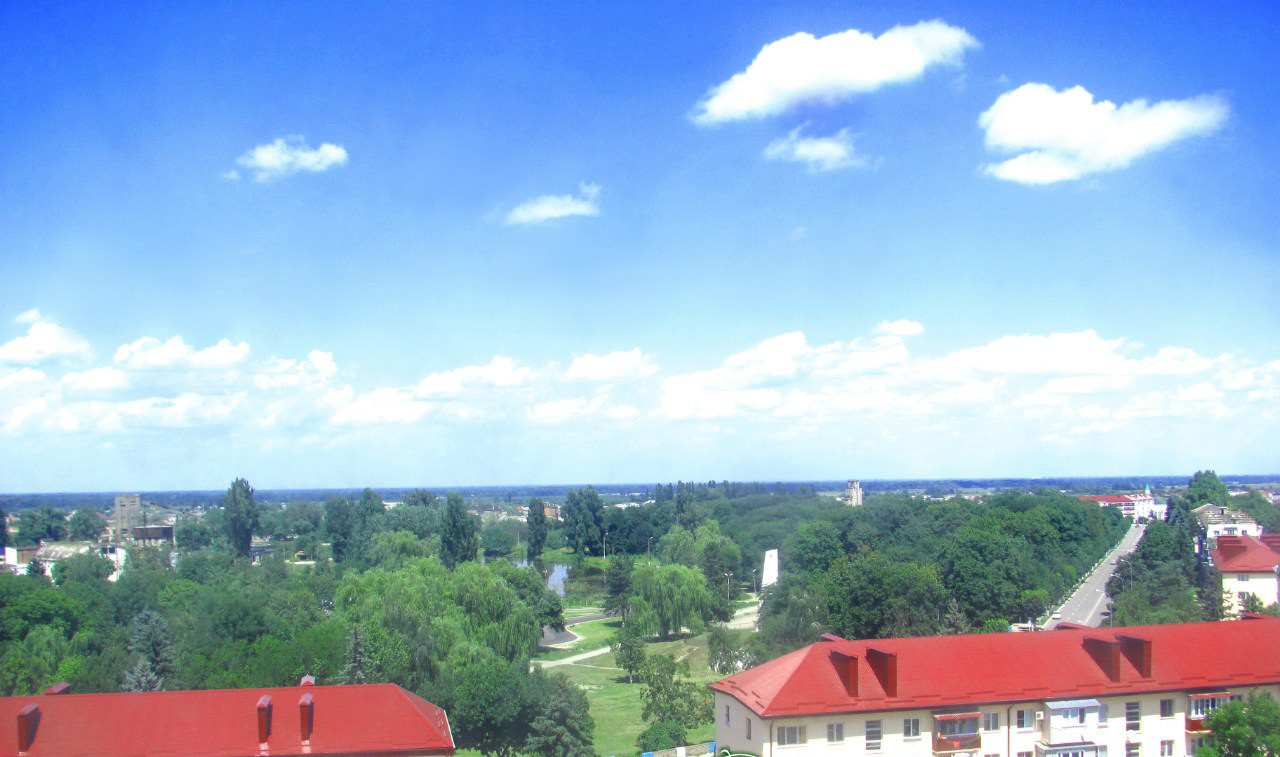
Вид на центральный городской парк

Учреждения культуры
- Городской дворец культуры
- Городская библиотека
- Историко-краеведческий музей

Общественно-политические организации
- Адыгэ Хасэ
- Совет ветеранов Великой Отечественной войны
- Совет ветеранов труда и др.

Средства массовой информации
- В городе базировалась частная телекомпания «Эдельвейс»[33], которая вещает в Урванском и других районах республики.
- Выпускается районная газета «Маяк-07», тиражируемая в Урванском районе.

## Парки
На территории города расположены два парка:
- Городской парк
- Комсомольский парк

## Транспорт
В городе функционирует один автовокзал, имеющий регулярное рейсовое маршрутное сообщение со всеми населёнными пунктами Урванского района, а также с городами Нальчик, Прохладный и Пятигорск.
Через центр города проходит железнодорожная линия «Котляревская—Нальчик» Северо-Кавказской железной дороги и функционирует пассажирская станция Докшукино.

## Экономика
Нарткала — индустриально развивающийся город с развитой инфраструктурой. Является одним из главных экономических центров республики.
В городе функционируют 9 крупных промышленных предприятий и 370 малых. Наибольшее развитие получили пищевая промышленность и переработка сельскохозяйственных продуктов.

## Улицы
На территории города зарегистрировано 89 улиц, 8 переулков и 1 проезд.

## Награды
- Всероссийский конкурс «Самый благоустроенный город России» среди городов III категории — 1 место (2005 г.)
- Всероссийский конкурс «Лучшее муниципальное образование» в номинации «Экономика и финансы муниципальных образований» среди муниципальных образований III категории — 1 место (2008 г.)
- Республиканский конкурс «Лучшее муниципальное образование среди городских поселений Кабардино — Балкарской Республики» — 1 место (2011 г.)

## Галерея
| Памятник павшим в ВОВ | Центральный парк города | Улица Кабардинская | Предприятие Агро | Станция Докшукино | Озеро-пруд в пригороде |